# کارایوو
کارایوو (انگلیسی: Karayevo) یک شهرک در شهرستان کویورگازینسکی جمهوری باشقیرستان در کشور روسیه است.